# Стасів-Калинець Ірина Онуфріївна

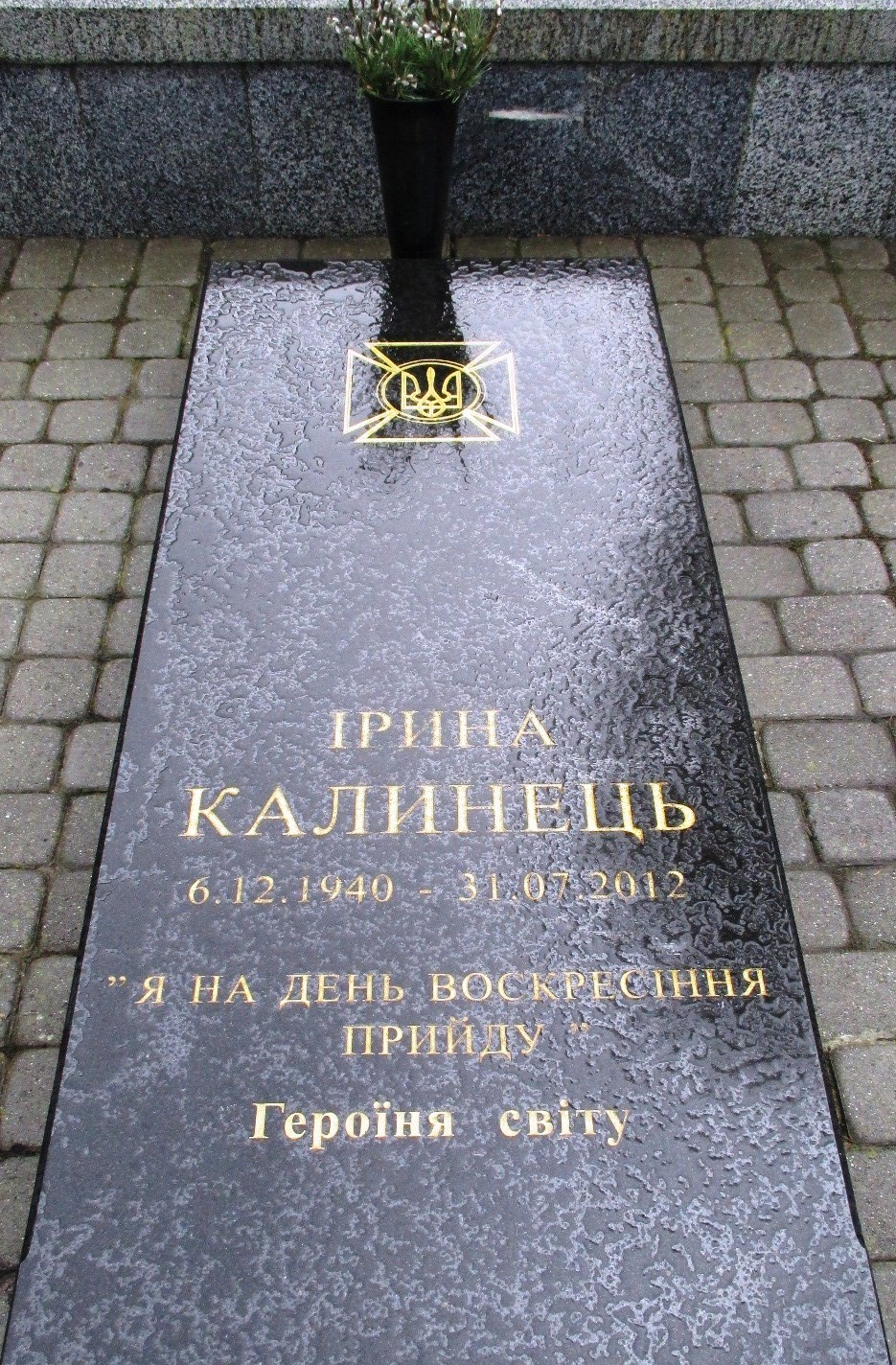
Надгробок Ірини Калинець на полі почесних поховань Личаківського цвинтаря у Львові

Стасів-Калинець Ірина (6 грудня 1940, Львів — 31 липня 2012, Львів) — українська письменниця, поетеса, шістдесятниця, багаторічна політув'язнена радянських таборів, діячка дисидентського руху, активістка українського національного і правозахисного руху, філологиня.

## Дитинство
Народилася в родині вірних Української греко-католицької церкви, гнаної в СРСР. Батько — Онуфрій Іванович Стасів, робітник із села Братковичі Городоцького району. Мати — Ганна Дмитрівна Стасів (до шлюбу Петик) із селянської родини з села Малнівська Воля Мостиського району. Серед родичів Ірини Стасів були люди, зв'язані з ОУН. У повоєнні роки спостерігала масове вислання українців до Сибіру. З дитинства палко мріяла про незалежність України. «У школі обпльовувалося найсвятіше, а вдома все це пошепки пояснювалося», — згадувала Стасів-Калинець згодом.

## Навчання
Після закінчення середньої школи два роки працювала на виробництві. Час навчання на слов'янському відділі філологічного факультету Львівського державного університету імені Івана Франка припав на хрущовську «відлигу». Тодішні суспільні процеси в Угорщині й Чехословаччині збуджували думку західноукраїнського студентства.
Після закінчення Львівського університету викладала українську мову і літературу на підготовчому курсі Львівського політехнічного інституту. Публікувала вірші для дітей у періодичних виданнях.

## Дисидентська діяльність
Ірина Стасів та її чоловік Ігор Калинець близько дружили з такими дисидентами і політв'язнями як Валентин Мороз, В'ячеслав Чорновіл, Василь Стус, Михайло Горинь, Стефанія Шабатура, Іван Гель.
Під час другої хвилі брежнєвських репресій за виступи на оборону переслідуваних діячів культури 1970 року Ірина Стасів звільнена з роботи. Згодом улаштувалася ткалею. Викладала мову та літературу в школі — на замінах.
У липні 1970 року підписала протест 9 громадян Львова проти арешту Валентина Мороза. Восени того ж року разом з чоловіком надіслала петицію до прокуратури УРСР з проханням дозволити бути присутніми на судовому розгляді справи В. Мороза. Написала листа Голові Ради міністрів СРСР О. Косигіну від імені родичів і друзів В. Мороза, листа до Верховної Ради УРСР з протестом проти порушень у ході судового розгляду. В грудні 1971 року з Петром Якорем, Василем Стусом, Леонідом Тимчуком, В'ячеславом Чорноволом підписала декларацію про створення Громадського комітету захисту Ніни Строкатої.

## Арешт і ув'язнення
12 січня 1972 року Стасів заарештована у Львові. Під час слідства викликали на допити учнів. Зі ста школярів, які пройшли свідками у її справі, лише двоє чи троє дали покази проти неї: читала вірші, присвячені В'ячеславу Чорноволу, давала читати твори Валентина Мороза, говорила про незалежну Україну. Слідчі не змогли довести причетність Стасів-Калинець до групи В. Чорновола і участь у виданні нелегального журналу «Український вісник». У липні 1972 року суд розглянув справу про звинувачення Ірини Стасів-Калинець та Стефанії Шабатури за ст. 62 КК УРСР («антирадянська агітація і пропаганда») і засудив Стасів до 6 років ув'язнення в таборах суворого режиму та 3 р. заслання. Через півроку такий же вирок дістав її чоловік. Їхня маленька донька Звенислава була розлучена з батьками на 9 років.
Ув'язнення Ірина Стасів відбувала у таборі ЖХ-385/3 (сел. Барашево, Мордовія) разом із Стефанією Шабатурою, Надією Світличною, Іриною Сеник та іншими. Брала участь у всіх акціях жіночої політзони: підписала листа в прокуратуру, де табірне начальство звинувачене в перешкоджанню святкуванню Великодня; листа Генеральному секретареві ООН з проханням сприяти проведенню справедливого судового розгляду в присутності представників ООН; колективного листа на підтримку Андрія Сахарова; звернення до табірної адміністрації про дозвіл внести гроші до Фонду допомоги жертвам чилійської хунти і послати делегаток на з'їзд Міжнародної демократичної асоціації жінок; голодування з вимогою статусу політув'язненої; відмова від тяжкої фізичної праці у зв'язку з Міжнародним роком жінок; лист до Комітету прав людини ООН зі скаргою на табірні умови і проханням надіслати представника; голодування протесту проти відмови надати побачення з ріднею та багато інших. Багато разів зазнала жорстоких репресій з боку табірних властей.
Заслання відбувала разом з чоловіком у селі Ундіно-Посєльє в Читинській області. Звільнена 1981 року.

## 1980-ті
З поверненням 1981 року до Львова Ірина Стасів веде виснажливу боротьбу за прописку. Влаштуватися на роботу можна було тільки за вказівкою КДБ: довелося працювати секретаркою-касиркою в Львівському обласному будинку вчителя.
Починаючи з 1987 року Ірина Стасів-Калинець бере щонайактивнішу участь у пробудженні вільного культурного та громадського життя Львова. Читає публічні лекції про Василя Стуса. Бере участь у створенні Клубу молодих учених, згодом Товариства Лева. Долучається до створення й роботи групи «Євшан-зілля», яка почала видавати незалежний культурологічний альманах. Бере участь у створенні Товариства української мови (ТУМ), «Меморіалу», Народного руху України. Учасниця руху за відродження УГКЦ. Багато публікується в пресі.

## Період незалежності
1990 року Ірина Калинець обрана депутаткою Верховної Ради України. З травня 1990 року працює начальницею Львівського обласного управління освіти. Провела реформу школи в напрямку українізації шкільної системи, зокрема, вивчення російської мови в початковій школі було знято, скорочено кількість російських шкіл і класів, внесено відповідні зміни в навчальні програми та інше.
Ірина Стасів-Калинець брала участь у створенні низки нових навчальних закладів (ліцеїв, гімназій, зокрема ліцею «Героїв Крут»), профільної газети «Основа», Міжнародного центру освіти, науки й культури. З 1992 до 1994 року працювала у Верховній Раді головою підкомісії в Комісії ВР з питань освіти.
Членкиня консультативної ради Львівського облвиконкому з питань гуманітарної політики, голова Круглого столу керівників громадських організацій з питань освіти й культури, наукова співробітниця Львівського НДІ літератури ЛНУ, працювала над історією слов'ян, зокрема, України періоду IV–XII ст. н. е., професорка ЛНУ імені Івана Франка.
Померла у Львові 31 липня 2012 року внаслідок тяжкої та тривалої недуги на 72-му році життя. Похована 2 серпня на полі 67 Личаківського цвинтаря.
З 2013 року Міжнародний освітній фонд імені Ярослава Мудрого [Архівовано 9 січня 2017 у Wayback Machine.] присуджує Премію імені Ірини Калинець за активну участь у громадсько-політичному житті України, зокрема за видатні здобутки у розвитку українського суспільства, утвердженні історичної пам'яті українського народу, його національної свідомості та самобутності, розвитку української освіти, культури та літератури, утвердженні авторитету України у світі.
30 червня 2022 року у Львові названо вулицю імені Ірини Калинець (рішення сесії міської ради)

## Погляди
- У 1993 році, невдовзі після появи книги «Звідки я знайшовся?» у продажу, народна депутатка України Ірина Калинець опублікувала статтю «Турбує проблема морально-етичного становлення нації», про яку в газеті «Ратуша» за 1 травня 1993 року було опубліковано замітку з наступним текстом:Велика стаття Ірини Калинець «Турбує проблема морально-етичного становлення нації». Оголошено війну проти дитячої книжки кандидата наук М.Савчина «Звідки я знайшовся». Порнографічна книжечка з огидними малюнками. Частина глобального плану перетворення української нації в націю проклятих Богом хамів. Знято з продажу.Через це книгу почали продавати підпільно і значно дорожче, але популярність книги навпаки зросла, завдяки Ефекту Стрейзанд.[3] У вересні 1993 року у часописі «Визвольний шлях» було опубліковано статтю Ірини Калинець «Проблема морального відродження нації» датовану 2 липня 1993 року, у якій були відсутні згадки про книгу і Савчина.[4]
- Стасів-Калинець вважала, що «надто багато російських шкіл залишилося у Львові тому, що їх спонсорує ворожа нам держава — Росія».

### Цитати
|  | Сумую за тим періодом, коли мої однодумці були внутрішньо вільними. Ми не могли миритись з тим, що найвизначніші моменти нашої історії, культури, релігії безжалісно перекручувались. Ми вірили, що Україна буде незалежною, тільки не знали, коли саме. З одного боку, можна сказати, що той перший арешт перекреслив життя, але з другого — ні, бо воно малу іншу програму. Я зовсім не заздрю тим, які обирали позицію байдужості та відстороненості, бо то штовхало на компроміс із совістю, а значить на служіння злу. Якщо за чимось і шкодую, то тільки за змарнованим часом, який можна було б використати для інтенсивнішої роботи. |

|  | Свою дорогу самотності до ласки мовчання… Даруй мені Господи, Щедрість прощань! |

|  | Ще того віку вистачить. Ще того життя полинного, щоб вік перебрести лишивши цю пустелю, як хрести лишають на могилах… |

|  | Не пам'ятаю себе, щоб я не мріяла про Україну. Мені ввижалося, що тоді дзвенітимуть усі дзвони, стоятиме гучний передзвін… над усією Землею. |

## Основні видання творів
- Калинець Ірина. Проблема морального відродження нації (PDF) // Визвольний шлях. — Лондон : Українська Видавнича Спілка, 1993. — Т. XLVI, № 9 (546) (вересень). — С. 1052—1056. — ISSN 0042-9422.
- Вбивство тисячолітньої давності. — Львів: Місіонер, 1997. — 343 с. — ISBN 966-7086-32-1.
- Гуни — нащадки Ізраїля. — Львів: Місіонер, 1997. — 127 с. — ISBN 966-7086-19-4.
- Загадки хрещення України-Руси. — Львів: Місіонер, 2000. — 198 с. — ISBN 966-7086-59-3.
- Лелека і Чорна хмара. — К.: Веселка, 1993. — 23 с.
- Пімбо-Бімбо. — Львів: Піраміда, 2000. — 40 с. — ISBN 966-7188-15-9.
- Студії над «Словом о полку Ігоревім». — Львів: Місіонер, 1999. — 166 с. — ISBN 966-7086-59-3.
- Це ми, Господи. — Львів: Логос, 1993. — 124 с.
- Шлюб із полином. — Львів: Місіонер, 1995. — 167 с. — ISBN 5-7707-7272-7.
- Останній пагінець євшану // Дзвін. — 1992. — № 7/8. — С. 2—6.
- Повернення // Дзвін. — 1992. — № 11/12. — С. 82—89.
- Поїзд // Наука — Фантастика. — 1991. — № 10. — С. 21.
- Про смерть Валерія Гнатенка // Сучасність. — 1987. — Ч. 9. — С 45—48
- Феодосій Печерський // Київ, церква. — Львів, 2000. — № 3. — С. 51—54.

Ігор Калинець за останні роки упорядкував і видав 10 томів творчої та наукової спадщини, документальних матеріалів Ірини Калинець.

## Відзнаки
1998 року за громадську діяльність її визнано «Героїнею світу» (США, Рочестер), 2000 року — нагороджено орденом Княгині Ольги III ступеня.
25 грудня 2015 року на фасаді будівлі львівської середньої загальноосвітньої школи № 87, де у 1947—1957 роках навчалася Ірина Калинець, відкрили меморіальну таблицю на її честь.
21 грудня 2017 року ухвалою ЛМР львівській середній загальноосвітній школі № 87 присвоєно ім'я Ірини Калинець.
30 червня 2022 року рішенням виконавчого комітету ЛМР на пошану Ірини Калинець було названо колишню вулицю Карла Брюллова у Франківському районі міста Львова.